# 克氏擬珠目魚
克氏擬珠目魚（学名：Scopelarchoides kreffti）為輻鰭魚綱仙女魚目帆蜥魚亞目珠目魚科的一種，分布於西南大西洋4°S及47°W海域，屬深海魚類，深度0-2000公尺，體長可達19公分，棲息在中層水域，生活習性不明。